# Johan Danielsen
Christian Sofus Johan Helenius Danielsen (født 25. juni 1888 i Tórshavn, død 6. juli 1953) var en færøsk postmester, sparekassedirektør og politiker (Sb). Han var indvalgt i det færøske Lagtinget fra Suðurstreymoy 1932–1936 og 1940–1943.

## Liv og gerning
Han var søn af postmester, sparebankdirektør og kammerråd Christian Cornelius Danielsen og hustru Anna Sofie Larsen. Han giftede sig omkring 1917 med Margrethe Müller, datter af købmand, skibsreder og lagtingsmand Søren E. Müller og hustru Margrethe Olsen. Deres eneste barn, en søn, døde som ung.
Johan Danielsen begyndte at arbejde i postvæsenet i 1904. Den 1. december 1922 blev han postmester på Færøerne ved hovedpostkontoret i Tórshavn. Han var også direktør for Færø Amts Sparekasse og bestyrelsesformand i AS Færø Amtstidendes Bogtrykkeri, som udgav sambandsorganet Dimmalætting, Amtstidende for Færøerne.
Han blev udnævnt til ridder af Dannebrogordenen og tildelt Dannebrogordenens Hæderstegn. Han blev også udnævnt til medlem af Den britiske imperieorden.
Han trådte tilbage med alderspension den 1. juli 1953, men døde uventet af hjertestop under en fisketur ved Saksun blot nogen dage senere.